# One Night@火星
One Night@火星是信樂團的演唱會現場專輯。

## 曲目
1. 移民火星（INTRO）
2. FALLEN ANGLE
3. ONE NIGHT IN北京（PART.1）
4. 馬車夫之戀
5. ONE NIGHT IN台北
6. 無可救藥愛上你
7. ONE NIGHT IN北京（PART.2）
8. 死了都要愛
9. 我話事（演唱：TOMI）
10. 大驚小怪
11. 沒有你的夜
12. 活該 CD2
13. 假如
14. 不會消失的夜晚（演唱：曉華／小提琴：孫立群）
15. 如果還有明天（合唱：薛岳／RAP：柯有綸）
16. 愛情36計（合唱：小丸子）
17. 千年之戀（合唱：戴愛玲／KEITH STUART）
18. 世界末日
19. 天亮以後說分手（演唱：信+曉華）
20. 一了百了
21. 天高地厚